# Mykene
Mykene er i græske fortællinger hjemby for Agamemnon. Byen er fundet af arkæologer og udgravet af Heinrich Schliemann i slutningen af 1870'erne. Han mente at have fundet Agamemnons dødsmaske. Det er afvist, da graven er anlagt flere hundrede år før Agamemnons tid. Der er gættet på at Mykene har været Odysseus hjem, som det er beskrevet i Homers Odysséen.
Løveporten er beskrevet hos Homér, og det var Schliemanns triumf, at den fandtes i virkeligheden, da man i det 19. århundrede anså de homeriske fortællinger og i det hele taget den trojanske krig for at være ren fantasi. Mykene omtales som "det fjerne Mykene".